# Ga Balgok
Ga Balgok là điểm dừng đầu tiên trên Tuyến U. Nó mở cửa vào 29 tháng 6 năm 2012 và bắt đầu thu phí vào 1 tháng 7. Nó nằm trong thành phố Uijeongbu.

## Bố trí ga
| Bắt đầu·Kết thúc |
| \| １            |
| ↓ Hoeryong       |

| １ | → ●Tuyến Uijeongbu Kết thúc tại ga này                                               |
| ２ | → ●Tuyến Uijeongbu Hướng đi Sân ga tạm thời tại Depot đường sắt hạng nhẹ Uijeongbu → |

## Liên kết
- ulrt.co.kr Lưu trữ ngày 31 tháng 5 năm 2014 tại Wayback Machine